# Temnora radiata
Temnora radiata là một loài bướm đêm thuộc họ Sphingidae. Loài này có ở West Africa tới Angola.
Nó gần giống loài Temnora mirabilis.